# Johann Wagner (Politiker, 1916)
Johann Wagner (* 8. März 1916 in Philadelphia, Pennsylvania, Vereinigte Staaten; † 10. Jänner 1976 in Vöcklabruck, Oberösterreich) war ein amerikanisch-österreichischer Politiker (ÖVP).

## Leben
Johann Wagner wurde zwar in den USA geboren, kam jedoch mit seinen Eltern bereits als Kleinkind nach Österreich, wo er in Wien aufwuchs. Nach Besuch von Volksschule und Gymnasium fand Wagner 1936 Arbeit als Bediensteter bei der Stadt Wien. Nur ein Jahr später wurde er Soldat beim Bundesheer, und 1939, nach dem Anschluss Österreichs, Angehöriger der Wehrmacht.
1945, kurz nach dem Krieg wurde er Polizist in Wien, zuletzt im Rang eines Kriminalrevierinspektors.
Zur selben Zeit zählte Wagner zu einem der Gründungsmitglieder der ÖVP in Wien. Innerhalb seiner Partei stieg er bis zum Parteivorsitzenden des Wiener Gemeindebezirks Simmering auf.
1959 zog er als Abgeordneter der ÖVP in den Wiener Landtag und Gemeinderat ein. Diesem gehörte Wagner bis 1969 an. Im Dezember 1970 folgte die Vereidigung als Mitglied des Bundesrats. Er war bis zu seinem Tod, im Januar 1976, Bundesrat.
Johann Wagner erlag in einem Krankenhaus im oberösterreichischen Vöcklabruck einem Herzinfarkt. Er wurde 59 Jahre alt.

## Auszeichnungen
- Goldenes Ehrenzeichen für Verdienste um das Land Wien